# Lavalette, Hérault
Lavalette är en kommun i departementet Hérault i regionen Occitanien i södra Frankrike. Kommunen ligger i kantonen Lunas som tillhör arrondissementet Lodève. År 2022 hade Lavalette 55 invånare.

## Befolkningsutveckling
Antalet invånare i kommunen Lavalette
Referens:INSEE